# Afromevesia quadrata
Afromevesia quadrata là một loài tò vò trong họ Ichneumonidae.